# Zamarada jansei
Zamarada jansei är en fjärilsart som beskrevs av Fletcher 1974. Zamarada jansei ingår i släktet Zamarada och familjen mätare. Inga underarter finns listade i Catalogue of Life.